# Amazonastrogon

Verbreitungsgebiet des Amazonastrogones

Der Amazonastrogon (Trogon ramonianus), Syn. Trogon ramoniana, ist eine Vogelart aus der Familie der Trogone (Trogonidae).
Die Art wurde vom derzeit im Englischen „Violaceous Trogon“ genannten Trogon violaceus zusammen mit dem Grünschwanztrogon (Trogon caligatus) abgespalten, bei dem sie jeweils als Unterart (Ssp.) geführt wurden.
Nach der Aufspaltung heißt der Veilchentrogon (Trogon violaceus) jetzt englisch „Guianan Trogon“.
Der Vogel kommt in Bolivien, Brasilien, Ecuador, Kolumbien, Peru und Venezuela vor: von den östlichen Andenausläufern Kolumbiens und Nordboliviens bis östlich im Amazonasbecken südlich des Amazonas-Flusses in Brasilien.
Der Lebensraum umfasst Tieflandwald, Terra Firme, Igapó-Wald, Waldränder, offenere baum-, palmen- und bambusbestandene Gebiete meist unter 500 bis 800, seltener bis 1000 m Höhe.
Der Artzusatz bezieht sich auf den spanischen Missionar in Peru Franziskaner Bruder Ramón Busquet (1772–1846).

## Merkmale
Die Art ist 22–25 cm groß und wiegt 38 bis 57 g. Die Art ist aufgrund ihrer Gefiederfärbung gut unterscheidbar: Das Männchen ist an Kopf und Nacken sowie bis zur Brust dunkel metallisch blauschwarz, tiefblau an der Kopfkappe, Gesicht und Kehle sind schwarz mit nur undeutlich abgrenzbarer Maske. Der Augenring ist gelb. Die Oberseite ist metallisch grün bis blaugrün, die Flügelspiegel sind nur angedeutet schwarz-weiß marmoriert, die Flugfedern sind dunkel, fast schwarz, die Handschwingen haben weißliche Außenfahnen, der Schwanz ist relativ kurz, dunkelblau mit schwarzen Spitzen. Die Brust wird durch ein schmales weißes Band von der hellgelben Unterseite abgegrenzt. Die Schwanzunterseite ist zart gebändert mit breiteren weißen Spitzen und bildet drei Binden.
Beim Weibchen sind die blauen und grünen Färbungen dunkelgrau ohne großen Unterschied zum grauen Gesicht, dem unterbrochenen grauen Augenring, der grauen Kehle und den Flügeln, der Flügelspiegel ist etwas dichter gebändert. Eine nur angedeutete weiße Linie trennt Brust und Unterseite, die matter gelb mit grauverwaschenen Flanken ist. Die Schwanzunterseite hat schwarze Innenfahnen und sieht schwarz-weiß und gebändert aus.
Die Iris ist dunkelbraun, der Augenring ist blass gelb beim Männchen und mattgrau bis weiß unvollständig beim Weibchen, der Schnabel ist blass blaugrau beim Männchen und grau-hornfarben mit dunklerem Unterschnabel beim Weibchen, die Füße sind schwarz.
Jungvögelmännchen haben verwaschen bräunliche Spiegel und sind mehr weißlich marmoriert., die Oberseite ist deutlicher grün ohne bläulichen Schimmer.
Die Art unterscheidet sich vom im gleichen Verbreitungsgebiet vorkommenden Grünmanteltrogon (Trogon viridis) durch geringere Größe und die weiße Bänderung der Schwanzunterseite beim Männchen, beim Weibchen ist der Augenring grauer, die weißen Spitzen an der Unterseite der Steuerfedern sind breiter, die Schwanzunterseite ist feiner gebändert und ein weißes Brustband fehlt. Nicht im gleichen Gebiet kommt der Veilchentrogon (Trogon violaceus) vor, bei dem der kräftig gekielte Schnabelfirst eine sichere Unterscheidung erlaubt.

## Geografische Variation
Es werden folgende Unterarten anerkannt:
- T. r. ramonianus Deville und des Murs, 1849, Nominatform – Südwesten des Amazonasbeckens
- T. r. crissalis (Cabanis und Heine, 1863)[13] – Südosten des Amazonasbeckens, Nordostbrasilien, südlich des Amazonas und östlich des Rio Tapajós, Kopf beim Männchen fast ganz schwarz mit leichtem metallisch blauem Schimmer, hinten am Scheitel purpurblau glänzend, Flügeldecken ohne oder fast ohne Weiß, Flügelspiegel überwiegend schwarz, Weibchen unterscheiden sich kaum.

## Stimme
Der Gesang wird als ziemlich schnelle Folge hoher, miauender Pfeiftöne "whew whew whew", manchmal zweisilbig "whi-ew whi-we" über 10 Sekunden beschrieben.
Der Ruf ist ein sanftes Kichern und Trillern. Die Lautäußerungen unterscheiden sich nicht wesentlich von denen des Veilchentrogons (Trogon violaceus).

## Lebensweise
Die Art ist ein Standvogel, sie ist seltener als andere Trogone im Wipfelbereich anzutreffen.
Die Nahrung besteht hauptsächlich aus Früchten und Insekten sowie Fröschen. Nach der erwähnten Aufspaltung des „Violaceous Trogon“ sind bislang keine Untersuchungen der einzelnen Arten durchgeführt worden.
Das Nest wird in einem Termitenbau wenige Meter über dem Erdboden angelegt. Das Gelege besteht aus 2 glänzend weißen Eiern.

## Gefährdungssituation
Der Bestand gilt als „nicht gefährdet“ (least Concern). Diese Aussage bezieht sich allerdings auf den „Violaceous Trogon“ vor der Aufspaltung, da für die einzelnen Arten bislang keine Untersuchungen vorliegen.